# Notre-Dame-de-l’Osier
Notre-Dame-de-l’Osier (früher: Les Plantés) ist eine französische Gemeinde mit 523 Einwohnern (Stand: 1. Januar 2022) im Département Isère in der Region Auvergne-Rhône-Alpes (vor 2016 Rhône-Alpes). Sie gehört zum Arrondissement Grenoble und zum Kanton Le Sud Grésivaudan.

## Geographie
Die Gemeinde Notre-Dame-de-l’Osier liegt im Hügelland unmittelbar nordwestlich des Isèretales, etwa 25 Kilometer westnordwestlich von Grenoble. Umgeben wird Notre-Dame-de-l’Osier von den Nachbargemeinden Vatilieu im Norden, Chantesse im Osten, L’Albenc im Südosten, Vinay im Süden sowie Serre-Nerpol im Westen und Nordwesten.

## Geschichte
Für das Jahr 1657 ist eine Marienerscheinung überliefert. Seit dieser Zeit wird Notre-Dame-de-l’Osier als Pilgerort aufgesucht. 1858 bis 1868 wurde die Basilika zu diesem Zweck errichtet. Bis 1869 war der Ort Teil der Gemeinde Vinay und trug den Namen Les Plantés.

## Bevölkerung
| Jahr                       | 1962 | 1968 | 1975 | 1982 | 1990 | 1999 | 2006 | 2012 | 2021 |
| -------------------------- | ---- | ---- | ---- | ---- | ---- | ---- | ---- | ---- | ---- |
| Einwohner                  | 253  | 282  | 334  | 310  | 313  | 393  | 490  | 480  | 511  |
| Quellen: Cassini und INSEE |      |      |      |      |      |      |      |      |      |

## Sehenswürdigkeiten
- Basilika Mariä Geburt (Église basilique de la Nativité-de-Notre-Dame)
- Kapelle Bon Recontre
- Schloss Dampierre

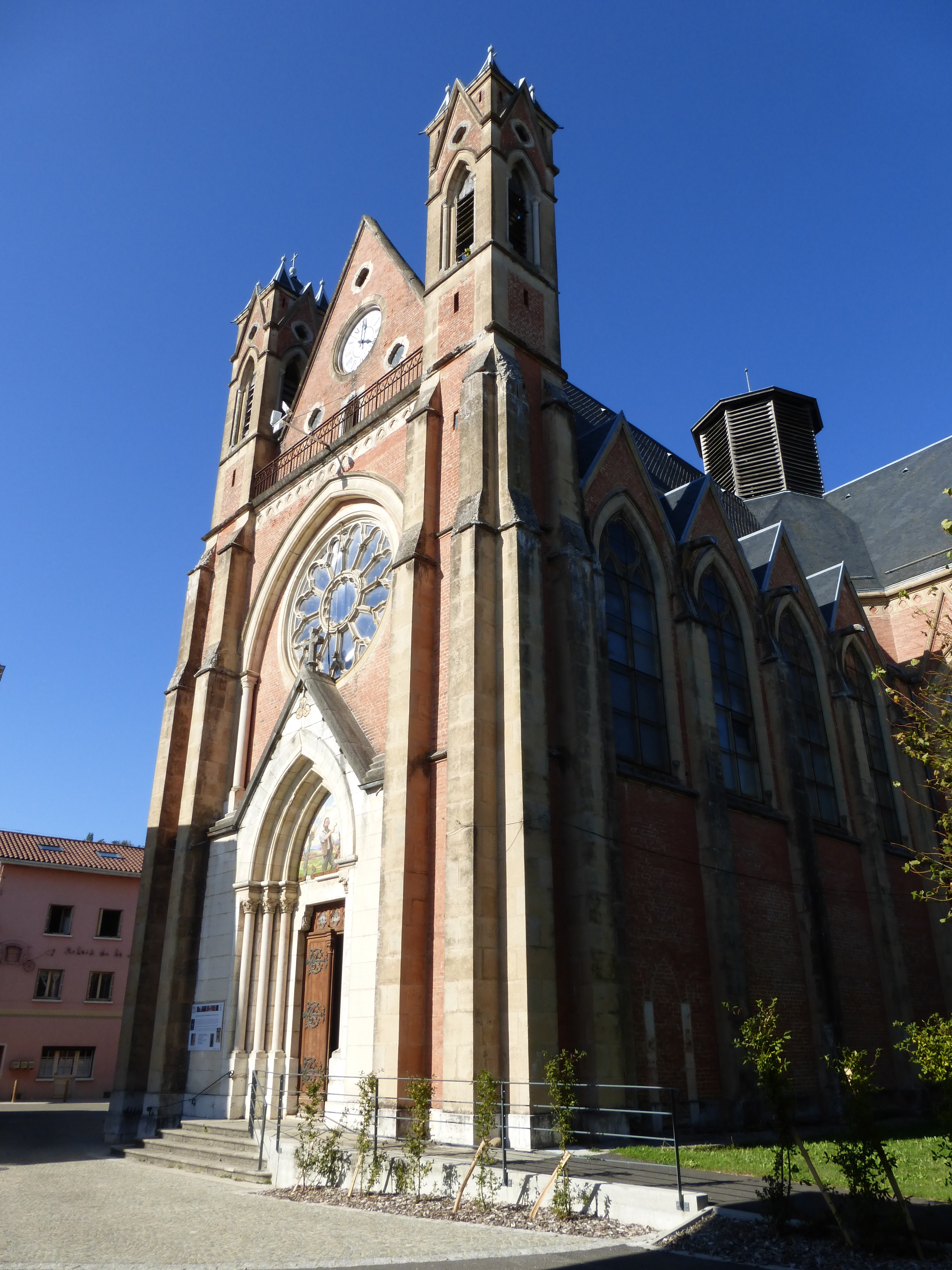
Basilika Mariä Geburt
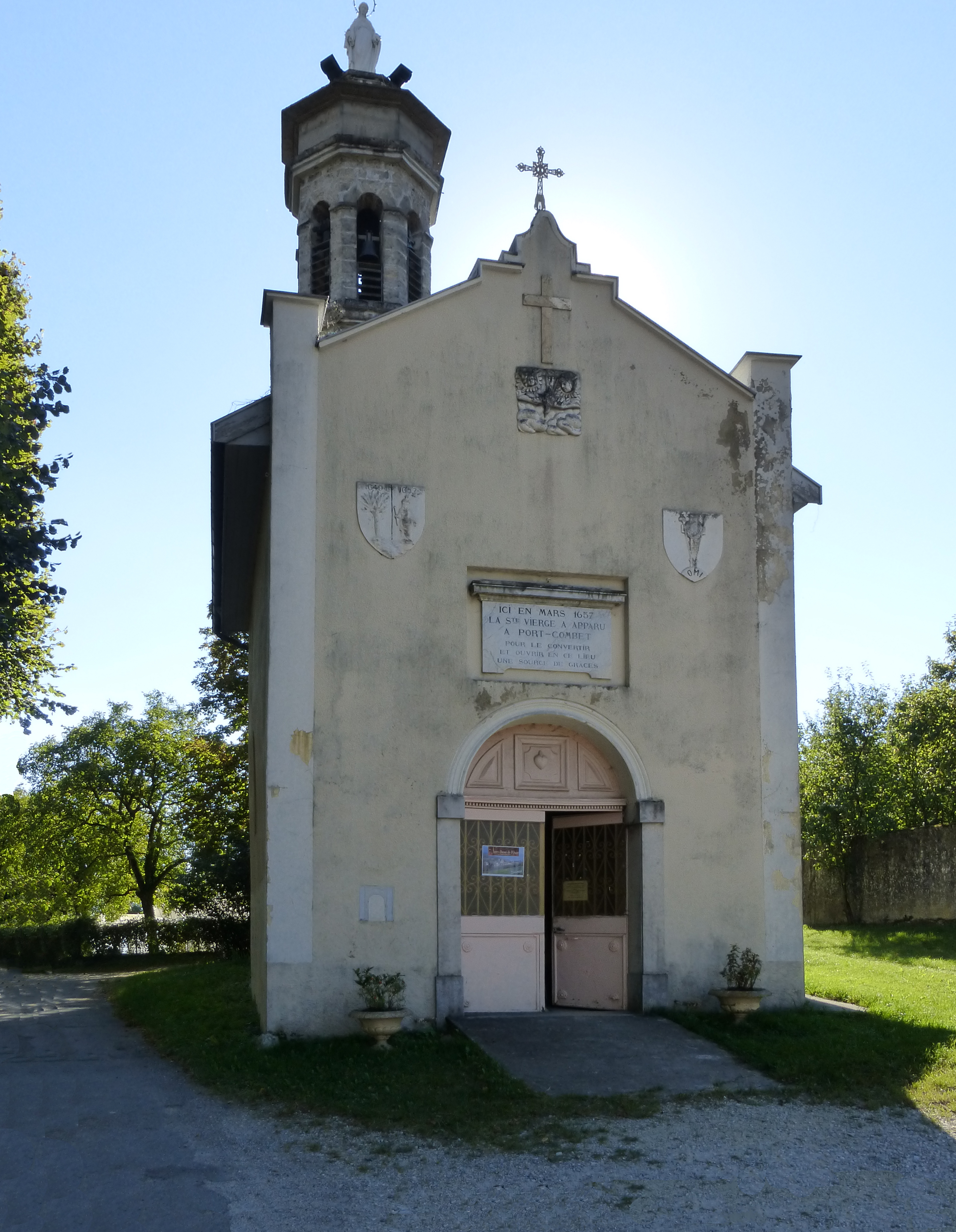
Kapelle Bon Recontre
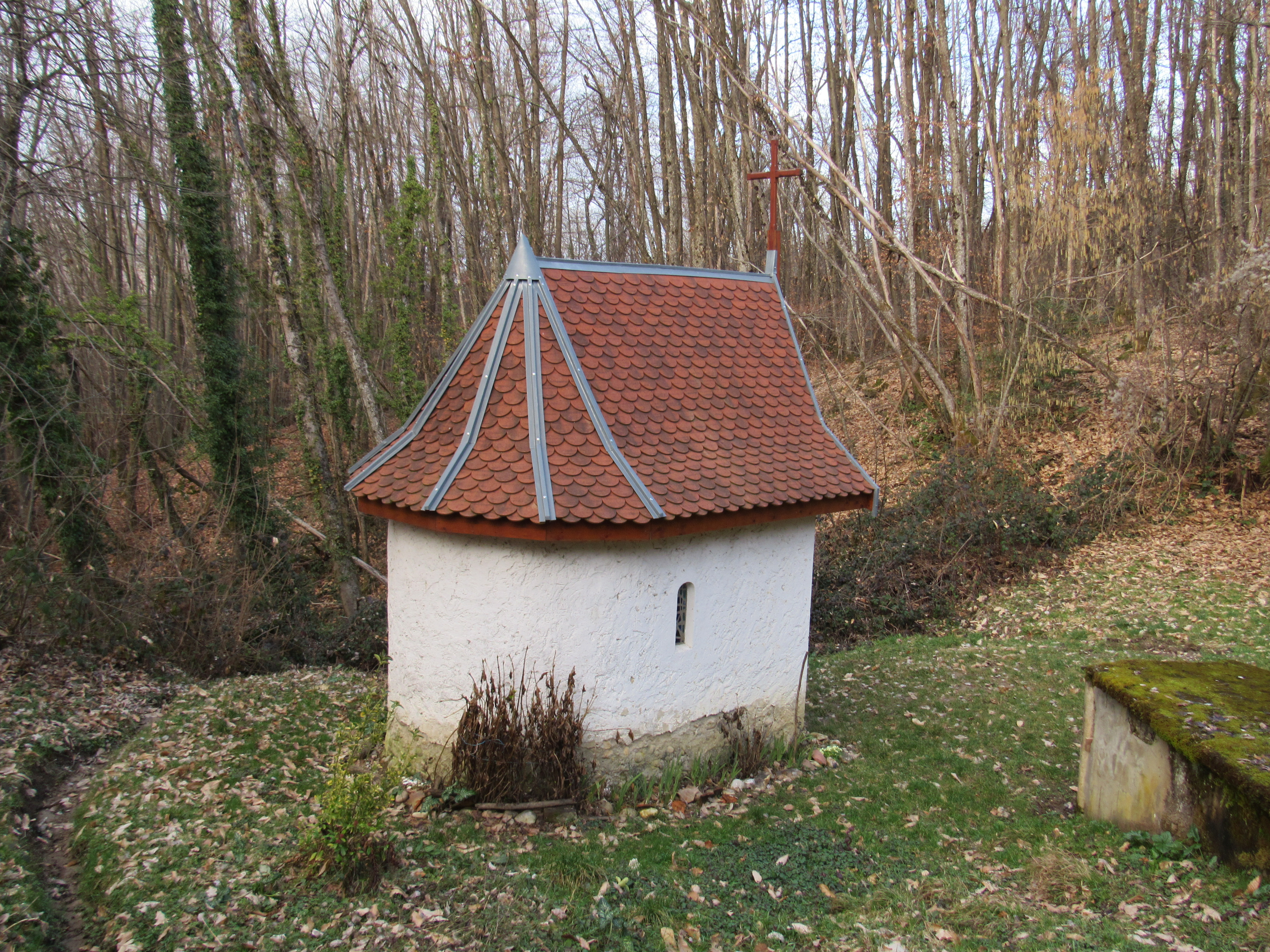
Kapelle de l’Épinouze
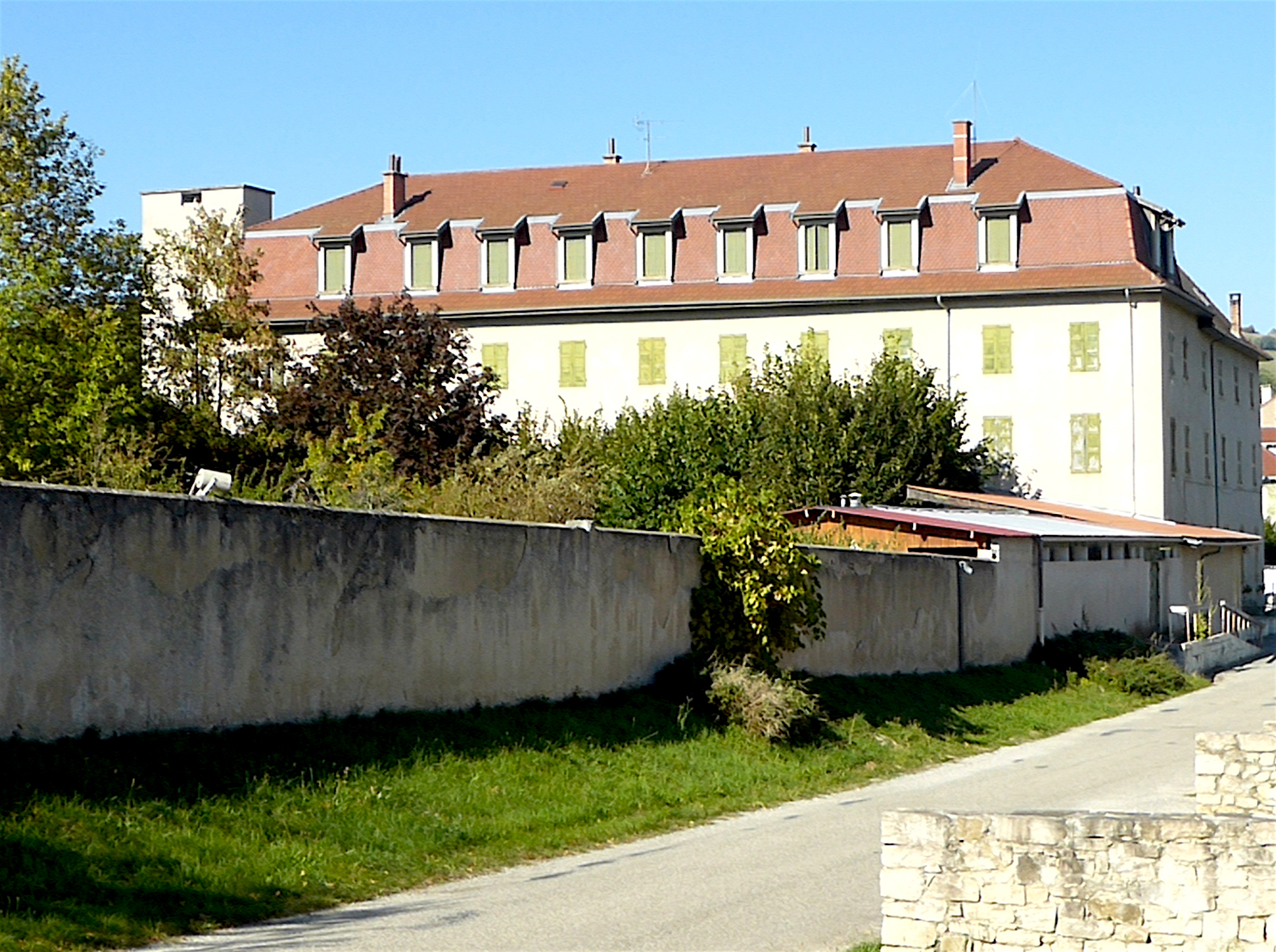
Kloster der Oblaten der Unbefleckten Jungfrau Maria